# Edwardsiana elburzica
Edwardsiana elburzica är en insektsart som beskrevs av Dlabola 1974. Edwardsiana elburzica ingår i släktet Edwardsiana och familjen dvärgstritar.
Artens utbredningsområde är Iran. Inga underarter finns listade i Catalogue of Life.